# Dynamic Kernel Module Support
Dynamic Kernel Module Support (DKMS) (em Português: Suporte Dinâmico de Módulo de Kernel) é um programa/framework que permite gerar módulos do kernel do Linux cujos fontes residam fora da árvore de fontes. O conceito é poder ter os módulos automaticamente reconstruídos quando uma nova versão do kernel é instalada.
Uma funcionalidade essencial do DKMS é que ele recompila automaticamente todos os módulos DKMS quando uma nova versão do kernel é instalada. Isto permite manter os drivers de dispositivos fora da linha principal do kernel a funcionar mesmo após uma atualização do kernel do Linux.
Outro benefício do DKMS é que ele permite que a instalação de um novo driver num sistema existente, executando uma versão arbitrária do kernel, sem qualquer necessidade de compilação manual ou pacotes pré-compilados fornecidos pelo fornecedor.
O DKMS foi desenvolvido pela Linux Engineering Team (em Português: Equipa de Engenharia do Linux) na Dell em 2003. Ele está incluído em muitas distribuições, tais como Debian, Ubuntu, Fedora e SuSE. O DKMS é distribuído como software livre sob os termos da licença GNU General Public License (GPL) versão 2 ou posterior.
O DKMS suporta os formatos de pacote RPM e DEB.